# Bulbophyllum montanum
Bulbophyllum montanum är en orkidéart som beskrevs av Rudolf Schlechter. Bulbophyllum montanum ingår i släktet Bulbophyllum och familjen orkidéer. Inga underarter finns listade i Catalogue of Life.